# Q版三国
《Q版三国》是广东统一影视数码特技制作中心耗资1000万元创作的39集动画，於2003年8月上映。動畫里面刘备卖白菜，关羽剪牛杂，张飞卖猪肉。刘备骑绵羊摩托车，张飞开跑车，关公开太极车。